# Enrico Pagliari
Enrico Pagliari (Moscazzano, 16 agosto 1935) è un allenatore di calcio ed ex calciatore italiano, di ruolo attaccante.

## Biografia
Nato a Moscazzano, provincia di Cremona, si trasferì da piccolo a Ombriano; lavorò in cascina, ancora molto giovane, per aiutare economicamente la famiglia. Una volta conclusa la carriera da calciatore si è stabilito a Modena con la moglie Loredana, conosciuta ad Arezzo, e la famiglia. La figlia Lory Pagliari è una ex giocatrice di pallavolo con esperienze in Serie A1.

## Caratteristiche tecniche
Era un attaccante veloce e abile negli spazi brevi. Giocava prevalentemente come ala sinistra.

## Carriera

### Club
Pagliari non giocò a calcio fino ai 18 anni, giacché il padre si opponeva: la sua prima squadra fu l'Aurora, formazione che disputava il campionato CSI. Notato dall'Orceana di Orzinuovi durante le finali del torneo, tenutesi a Gallarate, iniziò a giocare nel campionato di Promozione Lombardia. Al termine della Promozione Lombardia 1954-1955, conclusasi con il 7º posto dell'Orceana, Pagliari fu convocato in una selezione bresciana che ne affrontò una cremonese: lì fu notato dai dirigenti del Brescia, società che acquistò poi Pagliari. Con i bianco-blu giocò due stagioni in Serie B, ottenendo un 7º e un 3º posto in classifica, col Brescia giocò sette gare e realizzò tre reti. Passò poi in Serie C, dove giocò con Arezzo e Siena (per un milione e mezzo di lire). Passato al Modena, in Serie B, per una cifra superiore agli 8 milioni di lire, Pagliari disputò una stagione in Serie C, vincendo il girone A della competizione, e nella Serie B 1961-1962 ottenne la promozione in Serie A grazie al secondo posto a pari merito con il Napoli. Alla prima stagione in massima serie Pagliari giocò 24 partite, segnando 6 reti: debuttò il 30 settembre 1962 contro la Roma. Durante la Serie A 1963-1964 giocò solo 4 incontri: un infortunio al menisco, subìto scivolando sulla linea di demarcazione dell'area di rigore dello stadio di San Siro durante una gara contro l'Inter, lo tenne fuori per un anno; per guarire necessitò di tre operazioni chirurgiche e un periodo con un'ingessatura. Lasciato il Modena quello stesso anno, tornò al Siena e, in seguito, giocò per varie altre squadre di categorie minori prima di chiudere la carriera nel Finale Emilia.

### Allenatore
Tra la fine degli anni 1970 e i primi ottanta allenò le squadre giovanili di alcune società di Modena; dal 1985 fino ai primi anni 2000 fece parte dell'organico tecnico della scuola calcio del Milan.

## Palmarès

### Club

#### Competizioni nazionali
- Serie C: 1

Modena: Girone A 1960-1961